# アントニオ・サナブリア
アルナルド・アントニオ・サナブリア・アジャラ（Arnaldo Antonio Sanabria Ayala, 1996年3月4日 - ）は、パラグアイ・サン・ロレンソ出身のサッカー選手。ポジションはFW。トリノFC所属。パラグアイ代表。

## 経歴
元々フットサルプレイヤーであったが、サッカーに転向し2004年にはセロ・ポルテーニョのユースチームに加入。2007年に家族でスペインのシッチェスへ移住後は、その地元のクラブに加入した。2009年、13歳でFCバルセロナのユースチームに加入すると、順調にカテゴリーを上げ、2013年にFCバルセロナBに昇格した。
2014年1月29日、ASローマに移籍。シーズン終了までUSサッスオーロ・カルチョにレンタル移籍する事となった。
2015-16シーズンはスポルティング・ヒホンに1年間のレンタルで移籍した。リーグ戦30試合で11得点を記録し、評価を高めた。
2016年7月、レアル・ベティスに移籍した。移籍金は750万ユーロ、契約期間は5年で、ASローマに買戻しオプションが付与されているほか、ベティスから他のクラブに移籍する場合、移籍金の50パーセントがASローマに支払われることになっている。
2019年1月、ジェノアCFCに2020年6月30日までのレンタル移籍。
2021年1月31日、トリノFCと4年契約を結んだ。

## 代表歴
パラグアイ代表として各年代でプレーした後、2013年8月14日、ドイツ戦でA代表デビューした。2017年10月6日のワールドカップ予選コロンビア戦の後半アディショナルタイムに、代表初得点となる決勝ゴールを挙げた。

## 所属クラブ
- FCバルセロナB 2013
- USサッスオーロ・カルチョ 2014
- ASローマ 2014-2016

→ スポルティング・デ・ヒホン (loan) 2015-2016
- レアル・ベティス 2016-2021

→ ジェノアCFC (loan) 2019-2020
- トリノFC 2021-